# Atanázie
Atanázie je ženské křestní jméno řeckého původu. Další podobou jména je Aťka. Je to ženská obdoba jména Atanas a vykládá se jako „nesmrtelná“. Neužívanou českou variantou jména je Atanáška.
Podle německého kalendáře má svátek 2. května.

## Atanázie v jiných jazycích
- slovensky, maďarsky: Atanázia
- anglicky, německy: Athanasia
- srbsky: Atanasija
- polsky: Atanazja
- rusky: Афанасия (Afanasija)
- řecky: Αθανασία (Athanasia)

## Známé nositelky jména
- Athanasia Tsumeleka – řecká atletka
- svatá Atanasia – řeholnice z 9. století